# Juan Pérez Floristán
Juan Pérez Floristan (Sevilla, 1993) és un pianista espanyol que ha obtingut, entre altres guardons, el primer premi d'interpretació en l'edició de 2015 del Concurs Internacional de Piano de Santander "Paloma O'Shea" celebrat a Santander.

## Biografia
Fill de músics, el seu pare Juan Luis Pérez García és el director d'orquestra i la seva mare la pianista i professora María Floristán Va prendre les primeres lliçons en l'àmbit familiar de la mà de la seva mare, posteriorment va iniciar estudis reglats en el conservatori dels Bermejales a Sevilla, traslladant-se a Madrid per continuar la seva formació a l'Escola Superior de Música Reina Sofia, realitzant estudis de perfeccionament en la Hochschule für Musik "Hanns Eisler" de Berlín, ciutat on residia el 2015. Al llarg de la seva formació musical ha rebut classes i consells de grans intèrprets, entre altres Ana Guijarro, Galina Eguiazarova, Daniel Barenboim, Elisabeth Leonskaja, Eldar Nebolsin i Javier Perianes.
Va realitzar el seu primer recital en solitari als 12 anys en el conservatori Francisco Guerrero de Sevilla, posteriorment ha actuat en nombroses ocasions, destacant tres concerts al costat de la Real Orquestra Simfònica de Sevilla en el Teatre de la Maestranza de Sevilla i el concert celebrat el 2009 en el Teatre Monumental de Madrid, en el qual va interpretar el concert per a piano núm. 2 de Xostakóvitx, al costat de l'Orquestra Simfònica de Ràdiotelevisió Espanyola.
El 2012 va participar en la 11.a edició del Festival de Piano Rafael Orozco.

## Premis
El 2007 amb 14 anys va guanyar el primer premi en el concurs de piano Marisa Montiel de Linares en la categoria infantil, i va obtenir el Primer Premi en el VII Concurs Nacional de Piano d'El Ejido.
El 2015 va guanyar el Concurs internacional de piano Paloma O'Shea celebrat a Santander. Va ser el segon espanyol, després de Josep Colom en 1978, a obtenir el primer premi.

## Enregistraments
- 2013 - WDR - Juan Pérez Floristán (Edition Ruhr Piano Festival, Vol. 30): obres de Ravel, Schubert, Debussy, Falla i Bartók (en viu)
- 2018 - Naxos Records - Piano Recital: Pérez Floristán, Juan - LISZT, F. / SCHUMANN, R.[8]